# Вюльфран, Юбер
Юбер Вюльфран (фр. Hubert Wulfranc; род. 17 декабря 1956, Руан) — французский политик, депутат Национального собрания Франции.

## Биография
Юбер Вюльфран родился 17 декабря 1956 года в Руане. По образованию учитель истории и географии, в 1980 году получил степень магистра истории. С 1981 по 1995 году работал руководителем аппарата мэра города Сент-Этьен-дю-Рувре Мишеля Гранпьера. В 1995-2002 годах преподавал историю, географию и французский язык в лицее Фернан-Леже в Гран-Куроне.
В 2002 году Юбер Вюльфран сменил Мишеля Гранпьера на посту мэра Сент-Этьен-дю-Рувре, впоследствии переизбирался на этот пост в 2008 и 2014 годах. Во время пребывания его мэром в июле 2016 году имел место теракт в церкви Сент-Этьен-дю-Рувре.
С 2004 по 2015 год он избирался в Генеральный совет департамента Приморская Сена от кантона Сент-Этьен-дю-Рувре, а в марте 2015 года в паре Северин Бот был избран от этого кантона в новый орган ― Совет департамента Приморская Сена. Также избирался вице-президентом агломерации Руан.
Впервые Юбер Вюльфран баллотировался в Национальное собрание по 3-му избирательному округу департамента Приморская Сена в 2007 году, но уступил многолетнему депутату по этому округу, социалисту Пьеру Бургиньону. На следующих выборах в 2012 году его вторая попытка также оказалась неудачной ― он занял второе место в 1-м туре, уступив кандидату социалистов Люс Пан, и, в соответствии с соглашением между левыми партиями, снял свою кандидатуру во 2-м туре. 
На выборах в Национальное собрание в 2017 году он вновь баллотировался по 3-му избирательному округу департамента Приморская Сена при поддержке коммунистов, партии «Непокорённая Франция» Жана-Люка Меланшона и зеленых. Во втором туре он получил 61,07 % голосов и одержал победу над кандидатом президентского движения «Вперёд, Республика!» Сирилом Грено.
Из-за требования закона о невозможности совмещения мандатов 6 июля 2017 года он ушел в отставку с поста мэра Сент-Этьен-дю-Рувре, оставшись до следующих выборов членом городского совета. Одновременно он вышел из Совета департамента Приморская Сена, хотя закон этого не требовал.
В Национальном Собрании Юбер Вюльфран вступил в группу левых демократов и республиканцев и стал членом комиссии по устойчивому развитию и территориальному планированию. Он также является секретарем комиссии по расследованию вопросов безопасности и сохранности ядерных установок.
На выборах в Национальное собрание в 2022 году он вновь баллотировался в третьем округе департамента Приморская Сена как кандидат левого блока NUPES и сохранил мандат депутата, набрав во втором туре 70,4 % голосов, что является одним из лучшим результатов среди кандидатов-коммунистов.
14 декабря 2023 года Юбер Вюльфран был избран вице-мэром города Сент-Этьен-дю-Рувре, и, в соответствии с требованиями закона о невозможности совмещения мандатов, спустя два месяца отказался от мандата депутата Национального собрания, передав его своему заместителю Эдуару Бенару.

## Занимаемые выборные должности
2002 — 06.07.2017 — мэр города Сент-Этьен-дю-Рувре 

02.04.2004 — 28.03.2015 — член Генерального совета департамента Приморская Сена от кантона Сент-Этьен-дю-Рувре 

29.03.2015 — 06.07.2017 — член Совета департамента Приморская Сена от кантона Сент-Этьен-дю-Рувре 

07.07.2017 — 14.03.2020 — член совета города Сент-Этьен-дю-Рувре 

21.06.2017 — 09.01.2024 —  депутат Национального собрания Франции от 3-го избирательного округа департамента Приморская Сена 

с 14.12.2023 — вице-мэр города Сент-Этьен-дю-Рувре